# Perot de Garbelei
Perot de Garbelei (auch: Garbelai, Name irischer Herkunft, von Garbally) war ein anglonormannischer Schriftsteller. Bekannt ist er als Autor von Divisiones mundi, einer Abhandlung über Geographie, die zum Ende des 13. Jahrhunderts oder zu Beginn des 14. Jahrhunderts verfasst wurde.